# ليندن (غيانا)
ليندن هي مدينة، في غيانا، تقع في أوت ديمارارا بيربيس، بلغ عدد سكانها 29,298 نسمة وذلك حسب إحصائيات سنة 2002.

## أعلام
- ايزكيل جاكسون
- بيغي غيل
- جيريمي باسكوم
- والتر سبينس